# Robert Aumann
Yisrael Robert John Aumann (Frankfurt am Main, 8 juni 1930) is een Israëlisch wiskundige.
Hij is lid van de United States National Academy of Sciences en werkt als hoogleraar aan het Centrum voor de Studie van de Rationaliteit in de Hebreeuwse Universiteit van Jeruzalem.
In 1976 formaliseerde hij het concept van gemeenschappelijke kennis in de verzamelingenleer.
In 2005 werd hem de Prijs van de Zweedse Rijksbank voor economie toegekend voor "het bevorderen van begrip van conflict en samenwerking door middel van de speltheorie-analyse". Hij ontving de prijs samen met Thomas Schelling.
Aumann kwam oorspronkelijk uit Duitsland en vluchtte in 1938, twee weken voor de Kristallnacht, voor het naziregime naar de Verenigde Staten. Daar studeerde hij wiskunde aan het City College of New York en het Massachusetts Institute of Technology en deed zijn eerste onderzoekswerk aan de Princeton-universiteit, alvorens in 1956 naar Israël te emigreren. Sinds dat jaar is hij werkzaam aan de wiskundefaculteit van de Hebreeuwse Universiteit van Jeruzalem. Sinds 1989 is hij ook gasthoogleraar aan de Amerikaanse Stony Brook-universiteit.
1969: Frisch, Tinbergen ·
1970 : Samuelson ·
1971: Kuznets ·
1972: Hicks, Arrow ·
1973: Leontief ·
1974: Myrdal, Hayek ·
1975: Kantorovitsj, Koopmans ·
1976: Friedman ·
1977: Ohlin, Meade ·
1978: Simon ·
1979: Schultz, Lewis ·
1980: Klein ·
1981: Tobin ·
1982: Stigler ·
1983: Debreu ·
1984: Stone ·
1985: Modigliani ·
1986: Buchanan ·
1987: Solow ·
1988: Allais ·
1989: Haavelmo ·
1990: Markowitz, Miller, Sharpe ·
1991: Coase ·
1992: Becker ·
1993: Fogel, North ·
1994: Harsanyi, Nash, Selten ·
1995: Lucas ·
1996: Mirrlees, Vickrey ·
1997: Merton, Scholes ·
1998: Sen ·
1999: Mundell ·
2000: Heckman, McFadden ·
2001: Akerlof, Spence, Stiglitz ·
2002: Kahneman, Smith ·
2003: Engle, Granger ·
2004: Kydland, Prescott ·
2005: Aumann, Schelling ·
2006: Phelps ·
2007: Hurwicz, Maskin, Myerson ·
2008: Krugman ·
2009: Ostrom, Williamson ·
2010: Diamond, Mortensen, Pissarides ·
2011: Sims, Sargent ·
2012: Roth, Shapley  ·
2013: Fama, Hansen, Shiller  ·
2014: Tirole  ·
2015: Deaton  ·
2016: Hart, Holmström ·
2017: Thaler ·
2018: Nordhaus, Romer ·
2019: Banerjee, Duflo, Kremer ·
2020: Milgrom, Wilson ·
2021: Imbens, Angrist, Card ·
2022: Bernanke, Diamond, Dybvig ·
2023: Goldin ·
2024: Acemoglu, Johnson, Robinson